# Bê Ignacio
Betina Ignacio (São Paulo), mais conhecida pelo nome artístico Bê Ignacio, é uma cantora e compositora brasileira, filha de mãe alemã e pai afro-brasileiro. Desde que se formou no Departamento de Jazz da Academia Estadual de Música em Stuttgart, na Alemanha, ela produziu 5 álbuns e está trabalhando em seu próximo, a ser lançado no verão de 2019.

## Biografia
Depois de várias turnês de sucesso e aparições em festivais, Bê Ignacio gravou seu segundo álbum, Mistura Natural, em Nova Iorque, em maio de 2009. Foi produzido pelo baterista e co-compositor Markus Schmidt, juntamente com Klaus Mueller e Dave Darlington. A primeira turnê do álbum aconteceu em setembro e outubro de 2009 em 15 cidades da Alemanha e Suíça. O co-fundador Luiz Brasil não estava mais lá. O terceiro álbum, Azul, contém o primeiro single de lançamento "Rhythm of the Sea" e, mais tarde, "Sunshine for you", que alcançou o Top 169 nas paradas de airplays alemãs. O quarto álbum India Urbana a cantora gravou em Ubatuba, Nova Iorque e Constança. Os co-produtores incluem Sindicato de Produção Musical de Munique, o produtor de hip-hop Sirjai e, como nos álbuns anteriores, Dave Darlington de Nova Iorque. O single Sununga alcançou o número 79 nas paradas de "controle de mídia" e ficou entre os 3 melhores gráficos de ouvintes do SWR3 por oito semanas, alcançando o número 32 na semana do calendário.

## Discografia
- Mistura Fina (2007)
- Mistura Natural (2009)
- Azul (2011)
- India Urbana (2013)
- Tropical Soul (2016)

### Singles
| Canção                                     | Ano  | Álbum                |
| ------------------------------------------ | ---- | -------------------- |
| "Rhythm of the Sea                         | 2011 | Azul                 |
| "Sunshine for You"                         | 2012 | Álbum não adicionado |
| "Samba Ê"                                  | 2013 | Álbum não adicionado |
| "Sununga"                                  | 2013 | India Urbana         |
| "Sununga (Ey Ey Ou Ou)"                    | 2016 | Álbum não adicionado |
| "Run" (Mark Reeder's Run to the Sun Remix) | 2017 | Álbum não adicionado |
| "Bossa Christmas"                          | 2018 | Álbum não adicionado |
| "Sobre as Ondas" (com Iná e Janayna)       | 2019 | Álbum não adicionado |